# Una romantica donna inglese
Una romantica donna inglese (The Romantic Englishwoman) è un film britannico del 1975 diretto da Joseph Losey, tratto dal romanzo omonimo di Thomas Wiseman.

## Trama
La londinese Elizabeth, moglie dello scrittore Lewis Fielding e madre di un bambino di circa cinque anni, conduce una vita agiata, ma priva di emozioni. Durante un solitario soggiorno a Baden-Baden conosce Thomas, un giovane tedesco sedicente poeta. Al ritorno a casa lo racconta al marito, il quale sta lavorando ad una sceneggiatura e questi, non solo per motivi professionali, ma soprattutto perché sospettoso di una possibile relazione avvenuta tra i due, quando Thomas si rifà vivo telefonicamente decide di invitarlo a casa.
La permanenza del giovane tuttavia produce la conseguenza del concretizzarsi del rapporto tra lui ed Elizabeth: sorpresi da Lewis, vengono entrambi allontanati da casa. I due decidono di stabilirsi in una casa sulla Costa Azzurra, ma, esaurito il denaro, anche la relazione tra loro si estingue e viene alla luce la vera attività di Thomas, ossia quella di corriere della droga, in fuga dopo avere perduto un carico.
Swan, il suo boss, riesce a scoprire il suo nascondiglio e, dopo averlo trovato, lo porta via, presumibilmente per ucciderlo, ma prima che questo avvenga, Thomas avverte Lewis, il quale si reca in Francia e, dopo averlo visto mentre gli scagnozzi lo stanno caricando su di una macchina, perdona Elizabeth e fa ritorno a casa insieme a lei.

## Produzione
Il film è stato girato principalmente in location europee, tra cui Baden-Baden in Germania e diverse località della Costa Azzurra in Francia. La produzione ha scelto queste location per riflettere l'atmosfera sofisticata e allo stesso tempo alienante che caratterizza la vita dei protagonisti. La regia di Joseph Losey ha enfatizzato il contrasto tra l'ambiente borghese inglese e le esotiche località turistiche, utilizzando queste ambientazioni per sottolineare il tema dell'alienazione e dell'insoddisfazione personale.
Il direttore della fotografia Gerry Fisher ha lavorato a stretto contatto con Losey per sfruttare al meglio la luce naturale, creando un effetto visivo che contribuisce a rafforzare il senso di realismo e di tensione emotiva nel film. La sceneggiatura è stata curata da Tom Stoppard, il quale ha collaborato con l'autore del romanzo originale, Thomas Wiseman, per sviluppare dialoghi incisivi e una narrazione complessa.

## Distribuzione
Il film Una romantica donna inglese è stato distribuito nel 1975 nel Regno Unito e in altri paesi europei. In Italia, il film è stato distribuito da Cineriz e successivamente reso disponibile in formato home video da Vivivideo. La pellicola è stata anche riproposta in alcune retrospettive cinematografiche dedicate al regista Joseph Losey e agli attori principali, come Glenda Jackson e Michael Caine.